# K-On! La película
K-On! La película (映画けいおん! Eiga Keion!?) es una película de animación japonesa del estudio de animación Kyōto Animation. Es el primer largometraje dirigido por Naoko Yamada y es parte de la franquicia animada K-On!, creada por Kakifly.
La película se estrenó en los cines japoneses el 3 de diciembre de 2011. Fue lanzado en DVD y Blu-ray en Japón en julio de 2012.

## Reseña
Yui Hirasawa, Ritsu Tainaka, Mio Akiyama y Tsumugi Kotobuki miembros del club de música ligera y de la banda Hou-kago Tea time están en su tercer y último año de preparatoria, con ello su salida del club de música ligera de la escuela se acerca cada vez más. Azusa Nakano, también parte dicho club, que no se gradúa aún de la escuela porque va en un curso inferior y se graduara el año siguiente, encuentra muy difícil adaptarse a este hecho, por lo que las chicas deciden realizar un viaje hasta Londres para celebrar su graduación con anticipación. Apenas llegada a la capital británica surgen los primeros problemas de orientación e inconvenientes cómicos. Además la película cuenta con la historia de la creación de la canción "Tenshi ni fureta yo!" dedicada a Azusa.

## Producción
En septiembre de 2010, con la emisión del episodio final de la serie de anime, se anunció que la franquicia recibiría una película.  Casi cinco meses después, la directora Naoko Yamada anunció que tendría un estreno  en el cine  en mente para el 3 de diciembre de 2011.  Durante la producción, Yamada recibió el apoyo de, entre otros, Reiko Yoshida, quien escribió el guion y Hajime Hyakkoku, quien compuso la música de la película.
A principios de septiembre de 2011, Ichiban Ippai, Unmei ♪ wa ♪ Endless! y Singing, canciones de los créditos de apertura, el tema principal y los créditos de cierre se anunciarán en el sitio web oficial de la película. Ese mismo día, el tráiler oficial del cine se presentó por primera vez en los cines japoneses.

## Estreno

### Cine
El día del estreno fue el 3 de diciembre de 2011. K-On! La película fue proyectada en más de 130 cines de todo Japón.
La película se estrenó por primera vez en el Reino Unido en octubre de 2012 como parte del festival de animación Scotland Loves Animation.  En diciembre del mismo año, la película se presentó por primera vez en Australia en el Festival de Cine de Japón en Sídney y Melbourne .
Siguieron los estrenos en Corea del Sur, India, Taiwán y Hong Kong .

### Video doméstico
El 18 En julio de 2012, la película fue lanzada para video casero en Japón, inicialmente en una edición limitada en DVD y Blu-ray.  Sentai Filmworks obtuvo la licencia para el lanzamiento de un video casero en el mercado norteamericano en mayo de 2013.
En octubre de 2012, Kazé Anime anunció que había licenciado el anime para el mercado de habla alemana y que lo lanzaría en el primer tercio de 2013.

## Elenco de actores de voz
| Papel            | Actores de voz en japonés ( seiyū ) | Actores de voz en inglés                  | Actores de voz en alemán |
| ---------------- | ----------------------------------- | ----------------------------------------- | ------------------------ |
| Yui Hirasawa     | Aki Toyosaki                        | Stephanie Sheh                            | Julia Meynen             |
| Ritsu Tainaka    | Satomi Satō                         | Cassandra Lee Morris (como Cassandra Lee) | Jennifer White           |
| Mio Akiyama      | Yōko Hikasa                         | Cristina Valenzuela (como Cristina Vee)   | Anita Hopt               |
| Tsumigi Kotobuki | Minako Kotobuki                     | Shelby Lindley                            | Marianne Graffam         |
| Azusa Nakano     | Ayana Taketatsu                     | Christine Marie Cabanos                   | Kristina Tietz           |
| Sawako Yamanaka  | Asami Sanada                        | Karen Strassman                           | Antje von der Ahe        |
| Nodoka Manabe    | Chika Fujitō                        | Laura Bailey                              | Shalin Rogall            |
| Ui Hirasawa      | Madoka Yonezawa                     | Xanthe Huynh                              | Tabea Borner             |
| Jun Suzuki       | Yoriko Nagata                       | Michelle Ann Dunphy                       | Anja Rybiczka            |
| Kawakami         | Chie Nakamura                       | Carrie Keranen                            | Sabine Mazay             |
| Norimi Kawaguchi | Yu Asakawa                          | -                                         | Claudia Schmidt          |
| Maki             | Eri Nakao                           | -                                         | Katie Phleghar           |

## Recepción

### Ventas
En su fin de semana de estreno en Japón, cuando la película se proyectó en 137 cines de todo el país, recaudó alrededor de 317,3 millones de yenes, el equivalente a poco menos de 4,1 millones de dólares estadounidenses, lo que la colocó en el segundo lugar de las listas de cine nacionales.  En total, la película recaudó casi 1,64 mil millones de yenes, un poco más de 21,4 millones de dólares, solo en Japón a principios de febrero de 2012. Es en la actualidad (diciembre de 2020) la tercera película más taquillera del estudio Kyoto Animation en Japón detrás de Violet Evergarden: la película y Una voz silenciosa.
Las ediciones en DVD y Blu-ray de la película vendieron más de 220.000 copias en unos pocos meses solo en Japón a principios de noviembre de 2012. La película de anime se alquiló por 45.000 en el mercado de alquiler de películas.  En la lista de los DVD y Blu-ray de películas animadas más vendidos de 2012 en Japón, K-On! La película ocupó el décimo lugar.  En Alemania, la película se agotó en las tiendas públicas en febrero de 2012.

### Reconocimientos
La película fue nominada a Mejor Película de Animación  en los Premios de la Academia Japonesa .  El premio fue para La colina de las amapolas de Studio Ghibli dirigida por Goro Miyazaki . Recibió el premio a la Mejor Película en los premios Animation Kobe en el año 2012.